# Черепанов, Александр Андреевич
Александр Андреевич Черепанов (1837—1886) — генерал-майор, участник русско-турецкой войны 1877—1878 гг.
Родился 10 декабря 1837 г. По происхождению дворянин Московской губернии, он воспитывался в 1-м Московском кадетском корпусе, из которого был выпущен поручиком в Малороссийский графа Румянцева-Задунайского полк 6 июня 1857 г.
Через два года он был отправлен в Академию Генерального Штаба. По окончании курса в 1861 г. Черепанов был причислен к Генеральному Штабу и назначен состоять при штабе резервной дивизии 5-го армейского корпуса, который был в составе войск Киевского военного округа.
В 1863 г. Черепанов участвовал в усмирении польского восстания.
В 1870 г. Черепанов был назначен заведующим передвижением войск по железным дорогам, а в 1876 г., в чине полковника, стал начальником штаба 1-й кавалерийской дивизии. В эти годы был награждён орденами св. Станислава 2-й степени (в 1871 г.) и св. Анны 2-й степени (в 1874 г.).
Во время войны с Турцией Черепанов состоял сначала в кавалерийском отряде, отражавшем турецкие высадки на левый берег Дуная; потом находился в Шипкинском отряде, а затем участвовал в переходе через Балканские горы, в обходе Шипки в колонне Скобелева, был в сражении этой колонны с турками при Шейново, и, наконец, в авангарде действующей армии прошел во главе кавалерийского отряда от Казанлыка до Адрианополя. За боевые отличия в продолжении кампании Черепанов был удостоен ордена св. Владимира 4-й степени с мечами и бантом и получил золотую саблю с надписью «За храбрость» (оба отличия пожалованы в 1878 г.).
С окончанием войны вернулся в пределы России и в 1881 г. был награждён орденом св. Владимира 3-й степени. 17 декабря 1884 г. Черепанов был произведён в генерал-майоры, с назначением помощником начальника штаба Приамурского военного округа.
Умер в Благовещенске 10 марта 1886 г.
Черепанов поместил несколько статей и заметок военно-теоретического характера в «Военном сборнике».